# Floresta húmida

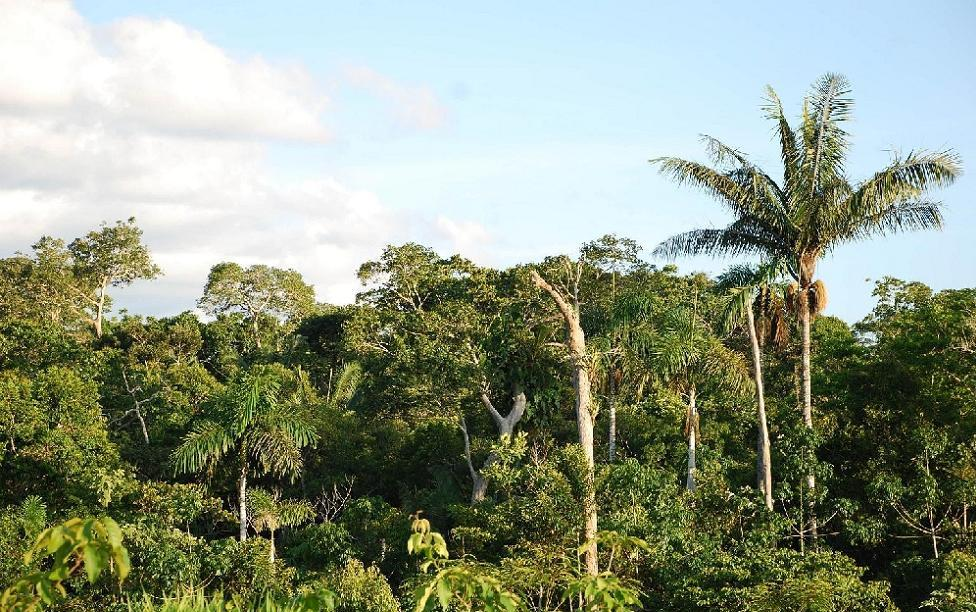
Floresta pluvial na América do Sul

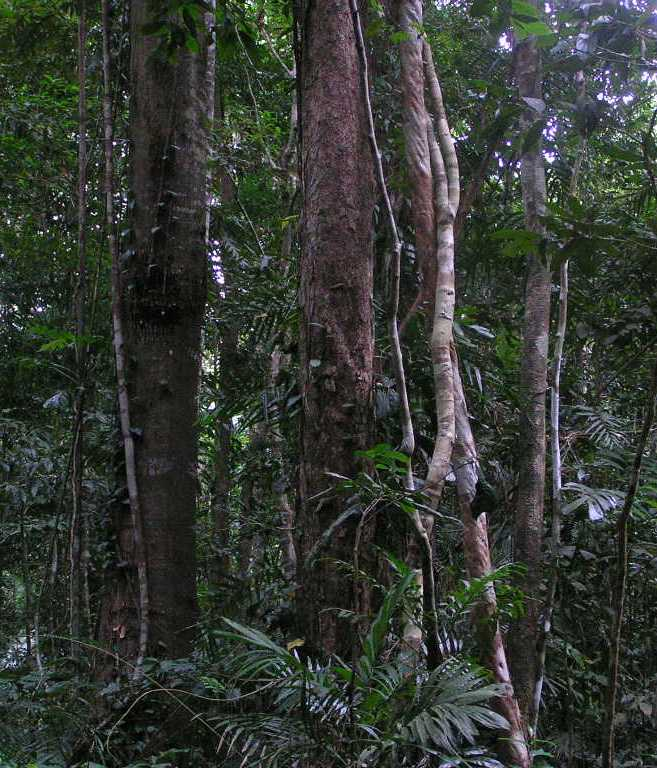
A floresta húmida de Daintree em Queensland, Austrália

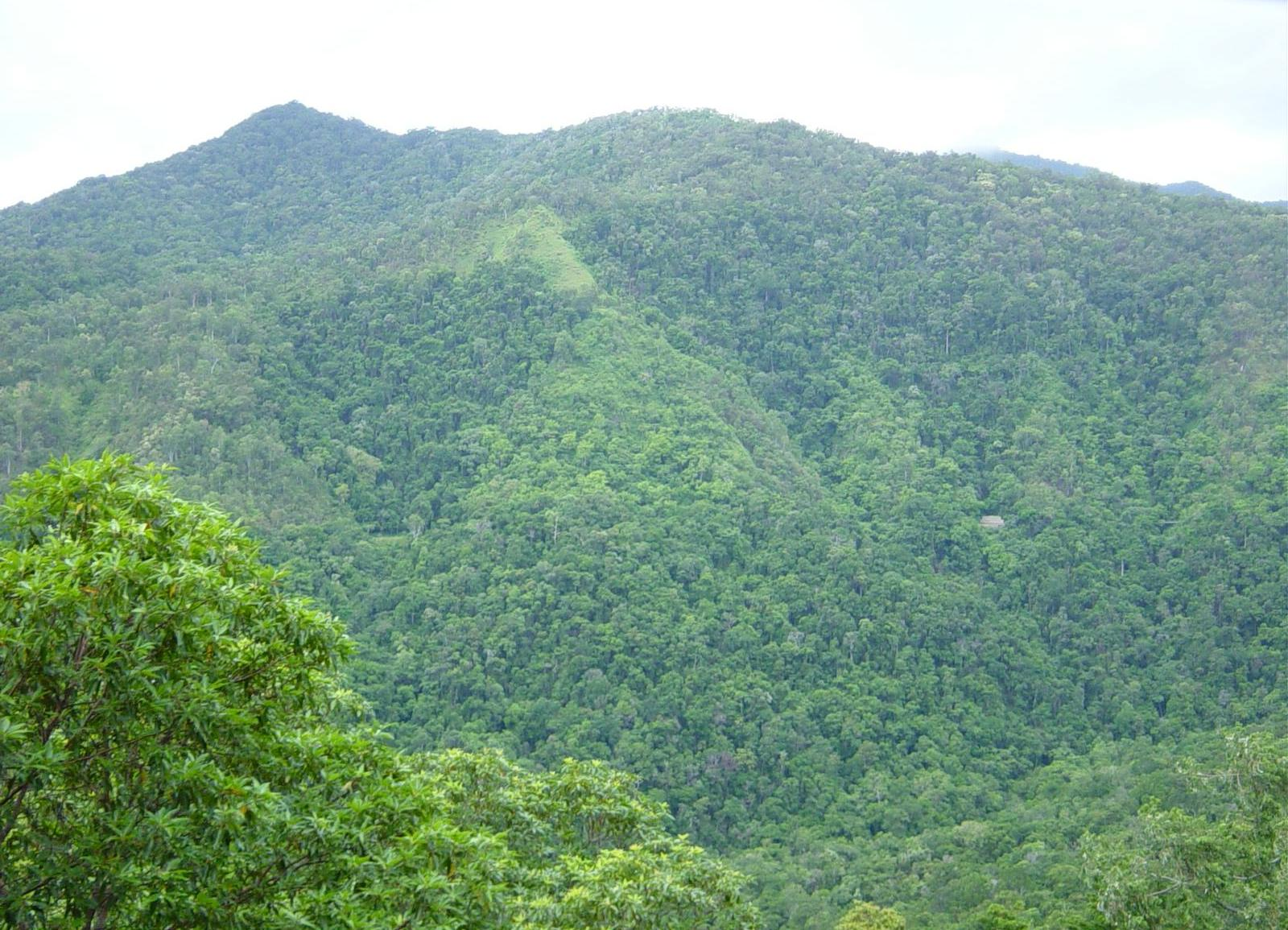
A floresta úmida de Daintree perto de Cairns, em Queensland, Austrália

Floresta pluvial, também chamada de floresta ombrófila, floresta húmida (português europeu) ou floresta úmida (português brasileiro), é um tipo de floresta caracterizada pela grande precipitação anual. Geralmente a mínima anual flutua entre 1750–2000 mm chegando ao pico de 3000 mm na época das chuvas conhecido como cavado de monção, que corresponde pela zona de convergência intertropical, que tem um papel significativo na criação das florestas tropicais da Terra.
Entre 40 e 75% de todas as espécies da Terra são endémicas das florestas úmidas. Estima-se que muitos milhões de espécies de plantas, insetos, e microrganismos estão ainda por descobrir. As florestas de chuvas tropicas são também chamadas as "joias da Terra", e a "maior farmácia do mundo", devido a um grande número de medicamentos ter sido aí descoberto. As florestas (h)úmidas também fornecem 28% do oxigénio mundial, processando-o através da fotossíntese a partir de dióxido de carbono.
O subcrescimento numa floresta (h)úmida está restrito em muitas áreas pela falta de luz solar ao nível do chão, o que torna possível caminhar através da floresta. Se a folhagem do dossel florestal é destruída ou se tornar pouco densa, o solo por baixo depressa é colonizado pelo crescimento denso e emaranhado de trepadeiras, arbustos, e pequenas árvores, tornando numa selva.

## Tipos
Existem dois tipos principais de floresta pluvial, as tropicais e as temperadas.

### Tropicais

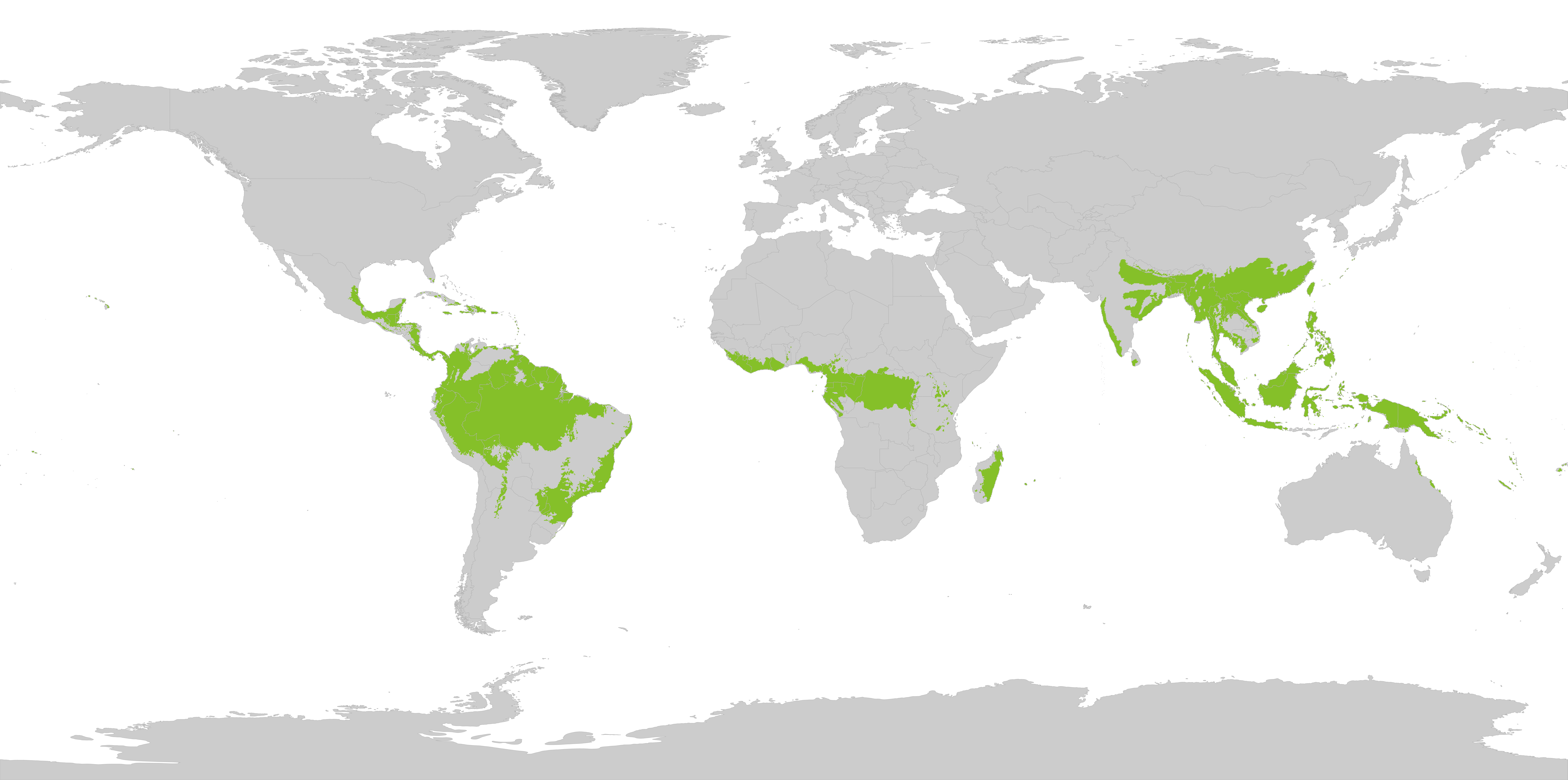
Distribuição de floresta tropical pluvial no mundo

Muitas das florestas úmidas mundiais localizam-se na Zona de Convergência Intertropical ou cavado de monção.  As florestas úmidas tropicais são florestas úmidas que se encontram nos trópicos, junto ao Equador (entre o Trópico de Câncer e o Trópico de Capricórnio) e presentes no Sudoeste Asiático (da Birmânia até às Filipinas, Indonésia, Papua-Nova Guiné, e ao nordeste da Austrália),na África subsariana dos Camarões até à República Democrática do Congo, na América do Sul (e.g. a floresta da Amazônia), na América Central (e.g. a Reserva de Bioesfera dos Bosawás, a sul da Península de Iucatã-El Petén-Belize-Calakmul), e em muitas das ilhas do pacífico (tal como no Havaí). As florestas úmidas eram chamadas "Pulmões da Terra", embora agora se saiba que as florestas úmidas apenas contribuem com pequenas adições de oxigénio para a atmosfera através da fotossíntese.

### Temperadas

Distribuição de floresta temperada pluvial no mundo

Florestas temperadas úmidas são florestas de coníferas ou florestas decíduas temperadas que recebem bastante chuva durante o ano. Essas florestas ocorrem principalmente em regiões oceânicas. Além disso, essas florestas, ao contrário da floresta tropical úmida, cobre apenas uma pequena parte do globo.[carece de fontes?]